# Rudka, Țarîceanka
Rudka (în ucraineană Рудка) este localitatea de reședință a comunei Rudka din raionul Țarîceanka, regiunea Dnipropetrovsk, Ucraina.

## Demografie
Componența lingvistică a localității Rudka
     Ucraineană (98,04%)
     Alte limbi (0,12%)
Conform recensământului din 2001, majoritatea populației localității Rudka era vorbitoare de ucraineană (98,04%), existând în minoritate și vorbitori de alte limbi.